# Speedcoding
Lo Speedcoding o Speedcode è stato il primo linguaggio di programmazione ad alto livello creato per un computer IBM. Il linguaggio fu sviluppato da John Backus nel 1953 per l'IBM 701 per supportare il calcolo con numeri in virgola mobile. Qui ad alto livello significa simbolico e mira all'espressività del linguaggio naturale come obiettivo rispetto alla codifica orientata alle istruzioni macchina o hardware.
L'idea nacque dalla difficoltà di programmare la macchina IBM SSEC quando Backus fu assunto per calcolare le posizioni astronomiche all'inizio del 1950. Il sistema di speedcoding era un interprete e focalizzato sulla facilità d'uso a scapito delle risorse di sistema. Forniva pseudo-istruzioni per funzioni matematiche comuni: logaritmi, esponenziazione e operazioni trigonometriche. Il software residente ha analizzato le pseudo-istruzioni una alla volta e ha chiamato la subroutine appropriata. Lo speedcoding è stata anche la prima implementazione di operazioni decimale di input / output. Sebbene abbia sostanzialmente ridotto lo sforzo di scrivere molti lavori, il tempo di esecuzione di un programma che è stato scritto con l'aiuto di Speedcoding era di solito da dieci a venti volte quello del codice macchina. L'interprete prese 310 parole di memoria, circa il 30% della memoria disponibile su un 701.